# Ian Thompson
Ian Reginald Thompson (* 16. října 1949) je bývalý britský atlet, běžec, mistr Evropy v maratonu z roku 1974.

## Sportovní kariéra
Jeho nejúspěšnější sezónou byl rok 1974. Zvítězil v maratonu na mistrovství Evropy v Římě i na Hrách Commonwealthu. Také jeho osobní rekord na této trati 2:09:12 pochází z roku 1974.